# Microglanis carlae
Microglanis carlae és una espècie de peix de la família dels pseudopimelòdids i de l'ordre dels siluriformes.

## Morfologia
- Els mascles poden assolir 3,4 cm de longitud total.[5]

## Alimentació
Menja algues i larves d'insectes.

## Hàbitat
És un peix d'aigua dolça i de clima tropical.

## Distribució geogràfica
Es troba a Sud-amèrica: conca del riu Paraguai al Paraguai.